# Mary Dudley

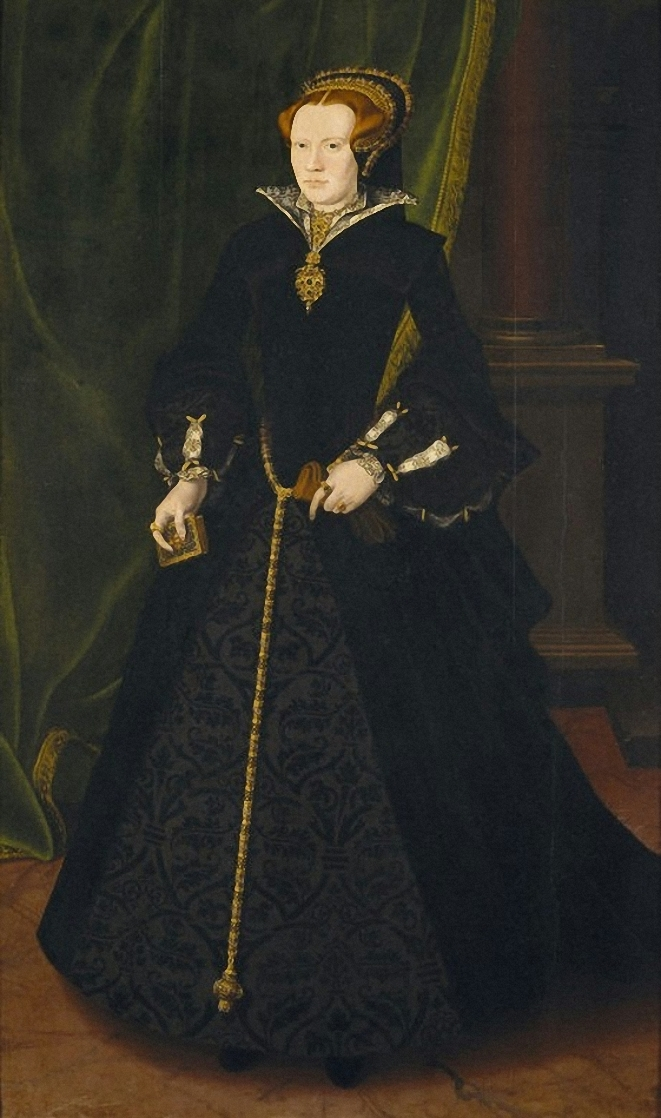
Mary Dudley, um 1550–1555

Lady Mary Dudley (* um 1530–1535; † 9. August 1586 in London) war eine englische Hofdame am Hofe Elisabeths I.

## Leben

### Familie
Mary Dudley war die älteste Tochter von den dreizehn Kindern von John Dudley, 1. Duke of Northumberland und dessen Frau Jane Guildford. Sie genoss eine sehr gute Bildung, sprach fließend Italienisch, Französisch und Latein und interessierte sich für Alchemie, Romane und das Verfassen von Gedichten. Auch war sie mit dem Wissenschaftler und Mystiker John Dee befreundet.
Am 29. März 1551 heiratete Mary Dudley Henry Sidney in Esher, Surrey. Vermutlich handelte es sich um eine Liebesheirat. Am 17. Mai 1551 wurde die Zeremonie nochmals offiziell im Haus ihrer Eltern, Ely Place, in London durchgeführt. Durch Eduard VI. wurde Henry Sidney im gleichen Jahr zum Ritter geschlagen.
Im Mai 1553 heiratete Guildford Dudley, Marys zweitjüngster Bruder, Eduards Cousine Lady Jane Grey. Laut Lady Jane war es Mary Dudley, die sie am 9. Juli 1553 nach Syon House bringen ließ, wo sie vom Tod Eduards und ihrer Thronfolge gemäß dessen Testaments erfuhr. Nachdem Maria Tudor innerhalb weniger Tage triumphierend in London einzog und Lady Jane abgesetzt und ebenso wie ihr Schwiegervater John Dudley im Tower of London inhaftiert wurde, gelangten auch Mary und ihr Mann in eine gefährliche Situation. Wie auch die übrige Dudley-Familie fiel sie in Ungnade. Henry Sidneys drei Schwestern waren jedoch die Lieblingshofdamen Königin Marias, was Sidneys Karriere gerettet haben könnte. Anfang 1554 reiste er mit einer Gesandtschaft nach Spanien um beim zukünftigen Ehemann Marias, Philipp II., um um Gnade für seine Schwäger John, Ambrose, Robert und Henry zu bitten. John Dudley, der älteste Bruder, starb nur Tage nach seiner Freilassung im Oktober 1554.
Das erste Kind Marry Dudleys, Philip Sidney, wurde im November 1554 im Penshurst Place, dem Wohnsitz der Familiem, in Kent geboren. Er wurde nach seinem Paten, König Philipp, benannt. 1556 zog Mary mit ihrem Ehemann nach Irland, wo sie vor allem in Athlone Castle wohnten. Dort wurde ihre erste Tochter Mary Margaret geboren. Königin Maria wurde Patin, das Kind starb jedoch mit einem Jahr. Philip Sidney blieb in Penshurst zurück, bis seine Mutter im September 1558 aus Irland zurückkehrte. Im Jahr zuvor waren ihre Rechte und Titel, die nach der Hinrichtung ihres Vaters im Zuge der Affäre um Lady Jane Grey aberkannt worden waren, wiederhergestellt worden.

### Hofdame Elisabeths I.
Mit der Thronbesteigung Elisabeths I. im November 1558 wurde Mary Dudley Gentlewoman of the Privy Chamber. Wie auch ihr Bruder Lord Robert, der Favorit der Königin, gehörte sie zu Elisabeths engstem Kreis. Unter anderem agierte sie in den Heiratsverhandlungen mit Erzherzog Karl von Österreich als Vermittlerin zwischen der Königin und ihrem eigenen Bruder, der mit dem spanischen Botschafter Álvaro de la Quadra und dessen Kollegen aus dem Heiligen Römischen Reich, Caspar von Brüner, verhandelte.
Im Oktober 1562 erkrankte Elisabeth schwer an den Pocken. Mary Dudley pflegte sie, bis sie selbst an den Pocken erkrankte, deren Narben sie laut ihrem Mann später entstellten. Dass sie später immer eine Maske trug, ist jedoch ein Mythos. Sie diente weiterhin am Hofe, außer wenn sie ihren Mann nach Wales oder Irland begleitete. Ende 1565 reiste das Paar nach Irland, wo Sir Henry seinen Posten als Lord Lieutenant antreten sollte. Auf der Überfahrt sank eines der Schiffe mit allen Juwelen und Kleidern Mary Dudleys. 1567 kehrte Henry Sidney für einige Wochen an den Hof zurück, seine Frau blieb in Drogheda zurück, was von Rebellen angegriffen wurde. Aufgrund ihres schlechten Gesundheitszustands sandte ihr Mann sie gegen Ende des Jahres nach England zurück.
Die vier Dudley-Geschwister, die zur Zeit von Elisabeths Herrschaft noch lebten, Mary, Ambrose, Robert und Katherine, blieben stets in engem Kontakt. Henry Sidney und Robert Dudley waren seit ihrer Kindheit, in der sie gemeinsam mit Eduard VI. unterrichtet worden waren, enge Freunde. Mary Dudleys drittes Kind Elizabeth wurde Ende 1560 im Haus ihres Bruders Robert in Kew geboren. Bis 1569 bekam sie vier weitere Kinder, unter anderem die spätere Countess of Pembroke und Dichterin Mary Sidney und Robert, der spätere Earl Leicester. 1577 organisierte Robert Dudley die Heirat seiner 15-jährigen Nichte Mary mit seinem Freund, dem 40-jährigen Earl of Pembroke. Ihre Mutter richtete die Hochzeit in Wilton House aus.
In den 1570ern fehlte es Mary und ihrem Mann zusehends an Geld, da sie seitens der Königin für ihre lange Dienstzeit nicht finanziell entlohnt wurden. 1572 musste Mary Dudley sogar ein Baronat für ihren Mann ablehnen, da die Ausgaben, die ein solcher Titel mit sich brachte, zu groß waren. Im Juli 1579 zog sich Mary Dudley vom Hof zurück, ob aufgrund ihrer schlechten Gesundheit oder aus Solidarität mit ihrem Bruder Robert, der wegen seiner Heirat in Ungnade gefallen war, ist unklar. Sie ging zu ihrem Mann nach Ludlow, wo Henry als President of the Council of Wales diente. Mary Dudley starb am 9. August 1586, drei Monate nach ihrem Mann, an dessen Beerdigung sie noch teilgenommen hatte. Sie wurde an seiner Seite in Penshurst beigesetzt.

## Nachkommen
Aus der Ehe mit Sir Henry Sidney entstammten sieben Kinder:
- Sir Philip Sidney (1554–1586), Dichter ⚭ Frances Walsingham (1567–1633)
- Mary Margaret Sidney (um 1556–1558)
- Elizabeth Sidney (* 1560), starb als Kind
- Mary Sidney (1561–1621), Dichterin ⚭ Henry Herbert (1538–1601)
- Robert Sidney, 1. Earl of Leicester (1563–1626) ⚭ (1) Barbara Gamage (1563–1621), ⚭ (2) Sarah Blount
- Ambrosia Sidney (um 1566–1575), starb mit neun Jahren
- Thomas Sidney